# Kendaz
Kenny Diano Da Costa Cruz Neto também conhecido por Kendaz, nasceu aos 20 de Fevereiro de 1990 em Luanda no município do Sambizanga. Kendaz é conhecido como um dos maiores influenciadores de Angola. Kenny Neto é cofundador da dupla Hanormais com Danilo Castro que se dedica a criação de conteúdos informativos para jovens na internet.

## Vida pessoal
Dos 6 aos 17 anos Kendaz frequentou o Colégio Elizangela Filomena. Durante a sua passagem pelo Colégio Elizangela Filomena, Kenny apaixonou-se pela música e com ajuda de alguns colegas, formou um grupo de Hip-Hop denominado Real Clump (2004-2007).
Aos 17 anos (2008), Kendaz viajou para os Estados Unidos da America para dar continuidade aos seus estudos, finalizando o pré-universitário na Genesis Preparatory School (New Port Richey, FL). Em 2009, Kendaz muda-se para Miami, FL para ingressar na Florida International University onde frequentou a faculdade de Relações Internacionais graduando em 2014 e uma segunda licenciatura em Negócios Internacionais que concluiu em 2016.
Após concluir a sua segunda licenciatura, Kendaz deu seguimento a sua vida acadêmica, ingressando para Nova Southeastern University, Miami, FL onde frequentou a H. Wayne Huizenga School of Business e concluiu o seu MBA com concentração em Melhorias de Processos (2019).

## Trabalho

### Carreira musical
Em 2011 Kendaz assinou um contrato com a produtora Pirline e lançou a sua primeira mixtape intitulada A Introdução, que contou com os singles “Angola” e “Yola Semedo”.
Em 2013 Kendaz lançou o seu primeiro E.P. intitulado “Voces já sabem o Nome”, que contou com os singles “Tudo Preto com a participação de Reptile e “Bala nos Cassulas”.
Em 2018, Kendaz lança o seu segundo E.P. intitulado Refluxo. Os trabalhos discográficos de Kendaz fizeram-no ganhar seguidores e aumentar a sua popularidade no movimento Hip-Hop localmente bem como algumas críticas sobre o estilo e formato de suas canções.

### Hanormais
Em 2018 Kendaz inicia o Hanormais com seu amigo Danilo Castro. Hanormais, um programa de conversas e debates nas Redes Sociais que tem como objectivo dar voz aos jovens Angolanos na abordagem de assuntos como problemas sociais, econômicos, ambientais e políticos.
Apôs o sucesso na internet, Kendaz e Danilo levaram o Hanormais para vida real, realizando pela primeira vez o Hanormais Xchange - A Cidade do Conhecimento. Uma feira diversidade de temas entre eles: música, gastronomia e cultura. O evento contou com mais de 8 mil pessoas durante 4 dias e com a presença de figuras muito importantes na sociedade angolana.

	Em 2020, Kendaz e Danilo Castro (Os Hanormais) tornaram-se nas caras da maior empresa de telecomunicações do pais Unitel, participando em 8 filmes publicitários da marca Unitel (2020-2021).

### Status by Kendaz
Em 2021, Kendaz deu início ao seu talk show “Status By Kendaz”. Um Talkshow que reúne o ambiente, cenário, iluminação e enquadramento pensados no universo idílico da vida de um artista ou figura pública. O objectivo do programa é garantir que cada convidado seja melhor conhecido pelos seus fãs.

## Controversia
Em 2021 Kendaz aparece em um vídeo curto nos stories do Instagram com Isabel dos Santos o que gerou um alarido nas redes sociais e jornais internacionais. Pois os dois pareciam muito íntimos sendo a primeira vez que Isabel dos Santos apareceu nas redes sociais depois da morte de seu marido Sindika Dokolo.